# Garnitur (Küche)
Als Garnitur (im 17. Jahrhundert aus französisch garniture, „Verzierung“, entlehnt) wird in der Küchensprache die Beilage oder Sauce eines Gerichtes, die Füllung einer Teigpastete oder die Einlage einer Suppe bezeichnet. Es gibt mehrere hundert präzise benannte klassische Garnituren, deren Zusammensetzung recht genau festgelegt ist. Im weiteren Sinne bestimmt eine solche Garnitur nicht nur Beilagen, Saucen usw., sondern oft auch die Art der Zubereitung.
In der klassischen Küche bestimmt die Garnitur neben der Zusammensetzung und der Zubereitungsart den Namen eines Gerichts. Typisch ist dabei ein Name nach dem Muster „Hauptzutat“ [à la] „Name der Garnitur“, im Deutschen „Hauptzutat“ [nach Art von] „Name der Garnitur“ oder „Hauptzutat“ „Name der Garnitur“[-Art] – wie zum Beispiel Bœuf à la bourguignonne (Rindfleisch in Burgundersauce) oder „Forelle nach Art der Müllerin“ bzw. „Forelle Müllerinart“.
Diese Art der Benennung mit à la …, vollständig à la mode de/du … (französisch für „nach Art von/des …“) war im 17. Jahrhundert in Frankreich entstanden und verbreitete sich besonders im 18. und 19. Jahrhundert auch im deutschsprachigen Raum – gemeinsam mit dem Einfluss der klassischen französischen Küche. Dabei lassen sich im Wesentlichen vier Arten der Namensgebung unterscheiden: nach einem Beruf, Stand oder Rang („nach Hausfrauenart“); nach einem Ort, einer Region oder einem Land („auf elsässische Art“); berühmten Persönlichkeiten gewidmet („Pfirsich Melba“) und schließlich nach einem bekannten Hotel, Restaurant oder Café benannt. Daneben gibt es noch eine Reihe von Bezeichnungen unklaren oder rein assoziativen Ursprungs, die in den Kanon der klassischen Küche aufgenommen wurden.
In der modernen Gastronomie wird auf die traditionellen Garniturbezeichnungen zunehmend verzichtet – stattdessen werden Zubereitungsart und Zutaten direkt genannt. Falls diese Garnituren auf der Speisekarte geführt werden, mahnt Herings Lexikon der Küche: 

„Gastronomisch unwürdig ist es aber, wenn man eine Speise unter einem klassischen Namen anbietet, die in ihrer Zusammensetzung nur teilweise oder überhaupt nicht der Originalzubereitung entspricht. Der Gast wird damit getäuscht.“

## A
| Deutsch           | Französisch    | Beschreibung |
| Agnès Sorel       | Agnès Sorel    | französische Garnitur aus Champignons, Hähnchenbrust und Rinderpökelzunge                                                                             |
| Admiralsart       | à l’amiral     | Fisch: Entbartete Austern und Muscheln à la Villeroy, große geriefte Champignonköpfe, Trüffelscheiben, Sauce normande mit Krebsbutter aufgeschlagen.  |
| Amerikanische Art | à l’américaine | Für Fisch mit Hummerscheiben, mitunter noch Trüffelscheiben und Hummersauce. Oder für Geflügel mit Maiskroketten und gebratenen Scheiben von Bataten. |

## B
| Deutsch         | Französisch        | Beschreibung |
| Bäckerin-Art    | à la boulangère    | Für Lamm, Hammel, und Kalb: rohe Kartoffelscheiben in Jus geschmort mit Zwiebelscheiben. Geflügel: Olivenförmige, gebratene Kartoffeln und kleine glacierte Zwiebeln.                                   |
| Baden Baden     |                    | Für Wild: Wildrahmsauce, halbierte gefüllte Birnen mit Preiselbeeren oder Johannisbeergelee (siehe Rehrücken Baden-Baden)                                                                               |
| Béarner Art     | à la béarnaise     | Gerichte aus Fleisch oder Geflügel, die mit einer Sauce béarnaise, Tomatenscheiben und Spargelspitzen serviert werden                                                                                   |
| Berliner Art    | à la berlinoise    | Für Leber Traditionell vom Kalb, aber auch von Rind, Schwein, Gans: mit gebratenen Apfelscheiben und Röstzwiebeln (siehe Leber Berliner Art)                                                            |
| Bologner Art    | à la bolognaise    | Gerichte, die mit einer Hackfleisch-Tomaten-Sauce angerichtet werden (siehe Ragù alla bolognese) |
| Bordeauxer Art  | à la bordelaise    | Für Schlachtfleisch: Bordeauxsauce, pochierte Ochsenmarkscheiben. Für Fisch: Bonnefoy-Sauce |
| Bretonische Art | à la bretonne      | Speisen, zu denen als Beilage weiße Bohnen gereicht werden, meist gebunden mit einer braunen Sauce, die mit Wein, Tomatenmark und Schalotten abgeschmeckt ist                                           |
| Bürgerliche Art | à la bourgeoise    | Für Kalb, Lamm, Rind, Geflügel und Schmorgerichte: glasierte Gemüse, gewürfelt oder tourniert. Auch mit Mischgemüse und Salzkartoffeln zusammen gekocht                                                 |
| Burgunder Art   | à la bourguignonne | Fisch, Fleisch und Geflügel mit einer Sauce aus Rotwein (meist Burgunderwein), angereichert mit Champignons, Speckwürfeln und glasierten Zwiebeln (siehe Burgunderbraten, Bœuf bourguignon, Coq au Vin) |

## C
| Deutsch | Französisch            | Beschreibung |
| Café de Paris benannt nach dem Genfer Restaurant Café de Paris | Café de Paris          | Gebratenes rotes Fleisch mit Café de Paris-Sauce (Butter-Kräuter-Mischung) |
| Célestine benannt nach Célestine Benditte-Strauss, einer Besitzerin des Restaurants Cercle in Lyon (1850 bis 1878), in dem berühmte Gäste, wie Napoléon III., Zar Nikolaus, Charles-Augustin Sainte-Beuve und Gioacchino Rossini speisten | (à la mode) Célestine  | Speisen, die mit in dünne Streifen geschnittenen Pfannkuchen und Petersilie serviert werden |
| Chantilly-Art | à la chantilly         | Geflügel-, Fleisch- oder Fischgerichte, die mit steifgeschlagener Sahne beziehungsweise einer Sauce Chantilly gereicht werden                                                                           |
| Chipolata |                        | Für Schlachtfleisch und Geflügel: Gedünstete Maronen, glasierte Zwiebelchen, Chipolata-Würstchen, glasierte Karotten gebratene Speckwürfel; Demi-glace mit dem eingekochten Fleisch- oder Geflügel-Fond |
| Colbert benannt nach Minister Colbert |                        | 1. Für frittierten Fisch: Sauce Colbert. 2. Für Schlachtfleisch, kleine Fleischstücke und Kalbsbries: Kleine Geflügel-Kroketten, sehr kleine frittierte Eier, Trüffelscheiben; Sauce Colbert            |
| Cumberland benannt nach dem Herzog von Cumberland | (à la mode) Cumberland | Gerichte, die mit einer Cumberlandsauce serviert werden |

## D
| Deutsch                              | Französisch-          | Beschreibung |
| Doria                                |                       | 1. Für Fisch: Oval geformte, in Butter gedünstete Gurkenstückchen, Zitronenscheiben, gehackte Petersilie, braune Butter (Nussbutter) 2. Für Geflügel: Oval geformte, in Butter gedünstete Gurkenstückchen. |
| Dubarry nach Madame du Barry benannt | (à la [mode]) Dubarry | Für Schlachtfleisch und kleine Fleischstücke: Kleine Blumenkohlkugeln mit Sauce Mornay nappiert und gratiniert, Schlosskartoffeln; gebundene Jus.                                                          |
| Dugléré nach Adolphe Dugléré benannt |                       | Für pochierten Fisch: Weißweinsauce, Tomatenwürfel, gehackte Petersilie |

## E
| Deutsch                                      | Französisch    | Beschreibung                                                                                           |
| Elsässer Art                                 | à l’alsacienne | Fleisch- oder Geflügelgerichte, die auf Sauerkraut angerichtet werden, oft belegt mit Schinkenscheiben |
| Esterházy benannt nach der Familie Esterházy |                | Für Rind und Schwein: Gemüsestreifen und Rahmsauce (siehe Esterházy (Beilage))                         |

## F
| Deutsch         | Französisch     | Beschreibung |
| Flämische Art   | à la flamande   | 1. Für Fisch: In hellem Bier und Fischfond pochiert, Fond mit Mehlbutter, vermischt mit gehackten Kräutern. 2. Für Schlachtfleisch: Braisierte Kohlköpfchen, große olivenförmige Mohrrüben und weiße Rüben, Scheiben von gekochtem Speck, Scheiben von Knoblauchwurst, Salzkartoffeln. |
| Florentiner Art | à la florentine | 1. Für Fisch: Blattspinat, Sauce Mornay, gratiniert. 2. Für Schlachtfleisch: Grießkroketten mit geriebenem Parmesan, sehr kleine gebratene Spinatfladen; stark tomatisierte Demiglace.                                                                                                 |
| Försterin-Art   | à la forestière | Für Rinderfilet: Morcheln, Speck, Nusskartoffeln |
| Fürstinnen-Art  | à la princesse  | Kalb- oder Geflügelspeisen mit Spargelspitzen, Trüffeln und Champignonsauce |

## G
| Deutsch       | Französisch     | Beschreibung |
| Gärtnerin-Art | à la jardinière | Für Fleisch: Grüne Erbsen, grüne Bohnenkerne, grüne Bohnen, Karotten, weiße Rüben, Blumenkohlröschen, mit holländischer Sauce nappiert; gebundene Kalbsjus |

## H
| Deutsch            | Französisch                | Beschreibung |
| Hausfrauen-Art     | à la bonne femme           | Für Fisch mit gehackten Schalotten, Champignons und Petersilie in Weißwein und Fischfond gegart; mit Fischsamtsauce gratiniert; Salzhering mit Sauerrahm, Äpfeln und Zwiebeln (deutsch) |
| Haushofmeister-Art | (à la mode) maître d’hotel | Für kurz gebratenes und gegrilltes Fleisch und Fisch mit Kräuterbutter oder eine Spezialität des Kochs des Hauses                                                                       |
| Hawaii             | à la Hawaii                | Für salzige, mit Ananas garnierte Gerichte, insbesondere Fleischgerichte (siehe Toast Hawaii, Pizza Hawaii)                                                                             |
| Herzogin-Art       | (à la [mode]) duchesse     | Fleisch- und Geflügelgerichte, die mit Madeirasauce und Herzoginkartoffeln serviert werden                                                                                              |
| Holstein           |                            | Kalbssteak, Kalbsschnitzel gebraten mit Spiegelei, Fischcanapés (Lachs, Kaviar, Sardellen) (siehe Schnitzel Holstein)                                                                   |

## I
| Deutsch      | Französisch  | Beschreibung                                                          |
| Indische Art | à l’indienne | Gerichte, die mit Curry gewürzt oder einer Currysauce gereicht werden |

## J
| Deutsch   | Französisch          | Beschreibung                                                                                        |
| Jäger-Art | (à la mode) chasseur | Für Wild: Waldpilze, Jägersauce, Schalotten, Rosenkohl, Tomatenfleischwürfel (siehe Jägerschnitzel) |
| Julienne  | à la julienne        | Gerichte, die mit fein geschnittenem Gemüse (Julienne), vor allem Wurzelgemüse gereicht werden      |

## K
| Deutsch        | Französisch | Beschreibung                                                                                             |
| Königinnen-Art | à la reine  | kurzgebratenes Fleisch, bestrichen mit Hühnergehacktem, garniert mit Spargelspitzen und einer Sahnesauce |

## L
| Deutsch    | Französisch    | Beschreibung                                                   |
| Lyoner-Art | à la lyonnaise | Speisen mit viel Zwiebeln, die meist in Butter gebraten wurden |
| Lorraine   | à la lorraine  | Quiche mit Speck                                               |

## M
| Deutsch                                              | Französisch          | Beschreibung |
| Mailänder Art                                        | à la milanaise       | 1. Für Schlachtfleisch: Makkaroni, vermischt mit Butter, geriebenem Parmesan und Streifen von Pökelzunge, Trüffel, Schinken und Champignons; Tomatensauce 2. Für Fleischschnitten: Streifen von Pökelzunge, Schinken, Champignons und Trüffeln. Mit Butter anschwitzen, ablöschen mit Madeira. Als Beilage Spaghetti, Tomatensauce, Reibekäse und Butter. |
| Marengo-Art benannt nach Bonapartes Sieg bei Marengo | à la marengo         | Huhn- oder Kalbfleischgerichte, ursprünglich in einer Sauce aus Öl, Tomaten und Knoblauch zubereitet und mit gebratenen Eiern, Flusskrebsen (später Champignons) und gerösteten Weißbrotcroûtons serviert; später durch Zugabe von Weißwein verfeinert (siehe Huhn Marengo)                                                                               |
| Marschall-Art                                        | (à la mode) maréchal | Gerichte aus Geflügel, die mit Spargelspitzen und fein geschnittenen Trüffeln angereichert werden |
| Mirabeau benannt nach dem Marquis de Mirabeau        | (à la mode) Mirabeau | Für gebratenes Rind: Sardellenstreifen, Olivenscheiben, Estragon |
| Mornay benannt nach Philippe de Mornay               | (à la mode) Mornay   | Gerichte, die mit einer Sauce Mornay übergossen und gratiniert werden |
| Müllerinart                                          | à la meunière        | Für gebratenen Fisch: In Mehl gewendeten, gebratenen Fisch in Butter nachbraten. Mit Zitrone und Worcestershiresauce beträufelt. Mit gehackter Petersilie bestreuen und mit gebräunter Butter (Nussbutter) beträufeln. |
| Muttern-Art oder Hausmütterchen-Art                  | à la bonne femme     | Fleischgerichte, die in einem Weißweinsud geschmort werden, der mit Champignons und Kräutern versehen ist |

## N
| Deutsch                            | Französisch        | Beschreibung |
| Neapolitanische Art                | à la napolitaine   | Fleischgerichte mit Spaghetti als Beilage, mit einer Tomatensauce vermischt und mit Käse bestreut (siehe Spaghetti alla napoletana)                                                 |
| Nelson benannt nach Horatio Nelson | (à la mode) Nelson | Kleine Fleischscheiben (Lamm- oder Kalbskotelett u. ä.) angebraten, eine Seite mit Kalbsfarce und Zwiebelpüree bestrichen, mit Paniermehl bestreut, gefettet und im Ofen überbacken |

## O
| Deutsch   | Französisch | Beschreibung                                                              |
| Opern-Art | à l’opéra   | Steaks, die mit Hühnerleber und Spargel in Madeira gegart serviert werden |
| Orly      |             | Für Gemüse und Fisch: in Bierteig gebacken, Tomatensauce                  |

## P
| Deutsch                                                                                   | Französisch            | Beschreibung |
| Parmentier benannt nach dem „Vater des Kartoffelanbaus“ in Frankreich, Antoine Parmentier | (à la mode) Parmentier | Gerichte, die mit Kartoffeln (egal in welcher Zubereitungsform) aufgetragen werden                                                            |
| Périgorder Art                                                                            | à la périgord          | Speisen, die mit gehackten oder in Scheiben geschnittenen Trüffeln serviert werden                                                            |
| Polnische Art                                                                             | à la polonaise         | Für Geflügel: Torteletts gefüllt mit Sauerkraut, kleine grillierte Räucherwürstchen, kleine Kalbsklößchen; Madeirasauce. Siehe auch Polonaise |
| Provenzalische Art                                                                        | à la provençale        | Für kurz gebratenes Fleisch, Lamm, Hammel: Tomaten-Concassée, provenzalische Sauce, Champignons, Kräuter, Knoblauch                           |

## R
| Deutsch                                   | Französisch           | Beschreibung |
| Rákóczi benannt nach Franz II. Rákóczi    | (à la mode) Rákóczi   | In Butter gebratene Auberginenscheiben mit Paprikasauce zu gebratenem Fleisch                                                                                                |
| Richelieu benannt nach Kardinal Richelieu | (à la mode) Richelieu | Fleischspeisen, die mit Schlosskartoffeln und mit Champignoncreme gefüllten Tomaten serviert werden                                                                          |
| Rossini benannt nach Gioachino Rossini    | (à la mode) Rossini   | Für kleine Fleischstücke und Geflügelbrüstchen: Kleine Gänselebermedaillons in Butter gebraten, dicke Trüffelscheiben; Demiglace mit Trüffelessenz (siehe Tournedos Rossini) |
| Russische Art                             | à la russe            | Fleischgerichte mit Steinpilzen, die in Butter gedünstet und mit saurer Sahne gebunden und oft zusätzlich mit Salzgurken serviert werden                                     |

## S
| Deutsch         | Französisch         | Beschreibung |
| St. Germain     | à la St. Germain    | Meist Kalbfleisch, das mit kleinen gedünsteten Karotten, Erbsenpüree und einer Sauce béarnaise garniert ist                                          |
| Straßburger Art | à la strasbourgoise | Speisen, die mit gebratener Gänseleber oder Scheiben von Gänseleberpastete und oft mit gebratenem Schinken belegt und mit Sauerkraut serviert werden |
| Strindberg      |                     | Für kurz gebratenes Rinder- und Schweinefleisch: mit Zwiebelbrunoise, und englischem Senf bedeckt                                                    |

## T
| Deutsch     | Französisch     | Beschreibung                                                                       |
| Tiroler Art | à la tyrolienne | Für kurz gebratenes Fleisch und Geflügel: gebackene Zwiebelringe und Tomatenwürfel |

## U
| Deutsch        | Französisch    | Beschreibung                                                                        |
| Ungarische Art | à la hongroise | Für Fleisch: mit Zwiebeln, Paprika, Paprikaschoten und Kräutern (siehe Paprikahuhn) |

## V
| Deutsch   | Französisch           | Beschreibung |
| Villeroy  | (à la mode) Villeroy  | Panierte und in Fett gebackene Speisen, die mit Sauce Villeroy überzogen werden. |
| Viennoise | (à la mode) Viennoise | Hart gekochte Eier, Eigelb und Eiweiß getrennt und jeweils klein gehackt, zusammen mit Anchovis, Oliven, Zitrone Kapern und Petersilie. Alles getrennt als Garnitur am Teller drapiert. |

## W
| Deutsch                                           | Französisch            | Beschreibung |
| Walewska                                          |                        | Für Seezunge: mit Sauce Mornay, Hummermedaillons und Trüffeln |
| Wellington benannt nach dem Herzog von Wellington | (à la mode) Wellington | Für Rinderfleisch: in Blätterteighülle, Duxelles und Trüffelsauce (siehe Filet Wellington) |
| Westmoreland                                      |                        | Für Rinder- und Schweinefleisch: sautierte Mixed Pickles |
| Wiener Art                                        | à la viennoise         | 1. Für Fischfilets, Kalbsschnitzel und -koteletts, Hühnerbrüstchen: Paniert, knusprig gebraten, mit Kapern in Sardelle umwickelt auf einer Zitronenscheiben garniert (siehe Wiener Schnitzel). 2. Für große Fleischstücke: Nudelpastetchen mit gebuttertem Blattspinat gefüllt, braisierter Sellerie, Salzkartoffeln oder Nudelkrusteln gefüllt mit Kalbshirnpüree, vermischt mit Spinat; gebratene Brunoise. |
| Winzer-Art                                        | à la vigneronne        | Mit Weinbeeren sowie Weißwein |

## Z
| Deutsch      | Französisch  | Beschreibung |
| Zigeuner-Art | à la zingara | Für Kalbfleisch und Geflügel: Tomatierte Demiglace mit Estragongeschmack, vermischt mit Julienne von Pökelzunge, Schinken, Champignons und Trüffeln, in Butter angeschwitzt (siehe Zigeunerschnitzel, Zigeunersauce). |